# BOU-VP-16/1
BOU-VP-16/1 è il fossile di un cranio di un ominide della sottospecie Homo sapiens idaltu della specie Homo sapiens scoperto nell'unità geologica denominata Herto a Bouri in Etiopia nel 1997 da un team condotto da Tim White.

## Descrizione
Il cranio del fossile BOU-VP-16/1, riferito ad un maschio adulto con una capacità cranica di 1450 cm³, fu ritrovato insieme ad altri due crani, riferiti ad un altro maschio adulto e ad un bambino di sei anni.
Il fossile, datato a circa 160.000 anni fa, presenta caratteristiche arcaiche dell'Homo sapiens